# Uttu
Uttu va ser, segons la mitologia mesopotàmica, una deessa relacionada amb la roba i els teixits, i també amb les plantes.
Segons el poema èpic sumeri anomenat Enki i Ninhursag, és filla d'Enki i de Ninkurra. El poema explica la incestuosa història d'Enki, un déu creador associat amb l'aigua, que es va aparellar amb la seva filla, Ninsar, i va néixer Ninkurra. Més tard, va veure Ninkurra passejant per la vora del riu, i li va preguntar al seu visir Isimud si podia besar a aquella preciosa noia. La va besar, va fer l'amor amb Ninkurra i en va néixer Uttu. L'esposa d'Enki, Ninhursag, va sentir els crits de la noia mentre el déu la violava i va treure de dins d'Uttu la llavor que el seu avi li havia posat, la va sembrar, i d'ella en van néixer vuit plantes. Enki se les va menjar i va ser castigat amb vuit malalties.